# Maxine Sanders
Maxine Arline Morris, meglio conosciuta come Maxine Sanders (Cheshire, 30 dicembre 1946), è una Grande Sacerdotessa della Wicca, cofondatrice insieme al marito Alex Sanders della Tradizione alexandriana.
Da giovane fu educata al St. Joseph's, Manchester e all'età di quattordici anni conobbe la figura carismatica di Alex Sanders avendolo per incontrato - per legami con la madre - quand'era bambina. Successivamente, a 16 anni venne iniziata nella Coven di Alex che divenne suo marito nello stesso anno (Handfasting 1965, Matrimonio civile 1968).
Nel gennaio del 1966 la foto di Maxine nuda (insieme ad altri membri della Coven) fu pubblicata sul periodico The Comet, riscuotendo un grande interesse su tutti i tabloid. L'attenzione su Maxine e Alex divenne ben presto un fenomeno mediatico tanto che la stessa fu spesso braccata dai paparazzi e vittima di ripetute diffamazioni. Nello corso dello stesso anno la madre di Maxine muore. Al triste evento segue l'abbandono dagli studi e il matrimonio con Alex dopo il quale si trasferisce in un appartamento in Notting Hill Gate, Londra dove insegna Stregoneria alle varie Coven. Sempre nel 1965 nasce la loro prima figlia Maya e nel 1972 il secondo Victor che coincide con la separazione da Alex.
Maxine e il marito Alex in questo periodo diverranno il centro di svariati talk shows, tabloid, libri e film diffondendo nella mentalità comune l'idea di una rinata Stregoneria, sul finire degli anni sessanta e gli inizi del settanta. Un dei documentari più celebri è A Witch is Born del 1970 dedicato all'Iniziazione di Janet Owen. La Coven dei Sanders apparve anche in Legend of the Witches (1970), Witchcraft '70 (1970) e Secret Rites (1971). Nel 1969 June Johns deciderà addirittura di scrivere una biografia romanzata di Alex Sanders intitolata King of the Witches a cui seguirà nel 1976 e 1977 due biografie dedicate esclusivamente a Maxine, Maxine: The Witch Queen e The Ecstatic Mother di Richard Deutch.
Dopo la morte del marito, Maxine rimase a Londra dedicandosi all'insegnamento delle varie Coven. La sua attività - commista a quella del marito - portò la Wicca a diffondersi in maniera globale. Negli anni '80 ebbe una breve riconversione al Cristianesimo che abbandonò nuovamente per l'Arte. Attualmente non vive più a Londra ma in un paesino di campagna, sebbene ritiratisi dall'insegnamento svolge ancora seminari ed incontri.